# Вишенационална држава
Вишенационална или мултинационална држава, или вишеетничка или мултиетничка држава, је назив за историјске или савремене државе које се простиру на подручјима на којима становништво чине двије или више нације односно етничке скупине са различитим културама, језицима и/или религијама. Вишенационална држава је супротност етнички хомогеној националној држави која се састоји од једне нације.
Примјери историјских вишенационалних држава су Аустроугарска, СССР и Југославија, а савремени примјери су Уједињено Краљевство, Русија, Босна и Херцеговина, Иран, Индонезија, Индија, итд.